# 俄罗斯陆军第136独立近卫摩托化步兵旅
第136独立近卫摩托化烏曼-柏林紅旗、苏沃洛夫勋章、库图佐夫和波格丹·赫梅利尼茨基步兵旅是俄罗斯陆军的一個機械化步兵旅。
1993年12月1日，該部隊於达吉斯坦布伊納克斯克成立，並投入與車臣之間的軍事衝突。1996年至1997年間，第204近衛摩托化步兵團“烏曼-柏林”併入第136師。在苏军驻德集群第94近衛摩托化步兵師改為西伯利亞軍區第74独立近卫摩托化步兵旅期間，第204近衛摩托化步兵團被派駐到北高加索軍區。

## 俄烏戰爭
2014年，該部隊參與顿巴斯战争盧甘斯克州區域的戰鬥。
2022年，2022年俄羅斯入侵烏克蘭期間，第136師投入烏克蘭南部戰線的戰事，剛開始曾駐紮在克里米亞東北部。2023年烏克蘭反攻期間該部隊於韦利卡诺沃西尔卡方面的戰線防守。

## 編制
- 旅本部
- 第396摩托化步兵營
  - 營本部
  - 3個摩托化步兵連
  - 迫擊砲部隊
  - 榴彈發射器排
  - 通信排
  - 支援排
  - 衛生排
- 第696摩托化步兵營
- 第698摩托化步兵營
- 步槍連（狙擊手）
- 憲兵營
- 第129坦克營
  - 3個坦克連
  - 通信排
  - 支援排
  - 醫護部隊
- 第1榴彈砲自行火砲營
- 第2榴彈砲自行火砲營
- 第146火箭砲兵營
- 反坦克導彈部隊
- 防空導彈營
- 第156防空火箭砲兵營
- 第537偵察營
  - 營本部
  - 第1偵察連
  - 第2偵察連
  - 深度偵察連
  - 情報收集和處理組
  - 通信排
  - 醫護部隊
- 第531工兵營
  - 營本部
  - 工兵連
  - 工兵連
  - 工兵偵察排
- 通信營
- 無人機連
- 第141電子戰連
- NBC防護連
- 管理和火砲偵察營
- 控制和雷達偵察排
- 控制排
- 維修連
- 後勤營
- 軍訓連
- 衛生連
- 教官排
- 訓練排
- 演習管理
- 管絃樂隊[9]